# Apol·lodor de Lemnos
Apol·lodor de Lemnos (grec antic: Ἀπολλόδωρος, llatí: Apollodorus) fou un escriptor de l'antiga Grècia de temes agrícoles, que va viure abans d'Aristòtil. L'esmenten Varró i Plini.